# Jack Dunfee

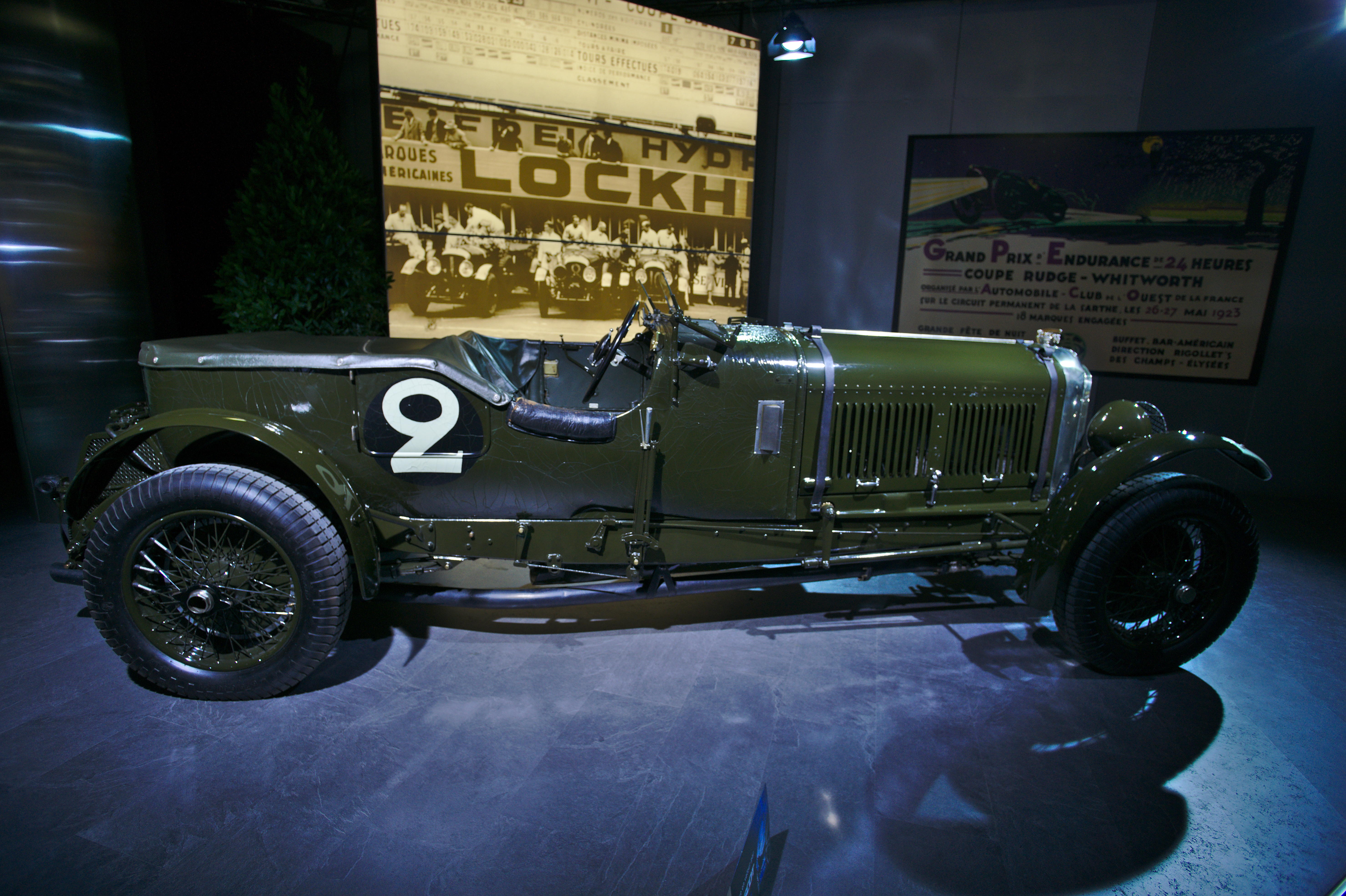
Der Bentley 4½ Litre, mit dem Jack Dunfee den zweiten Gesamtrang beim 24-Stunden-Rennen von Le Mans 1929 erreichte

Jack Lawson Dunfee (* 9. Oktober 1901 in Putney, London; † 13. September 1975 in Shipton-under-Wychwood) war ein britischer Autorennfahrer, Künstleragent und Landwirt.

## Familie
Jack Dunfee war einer der vier Söhne des Londoner Polizei-Offiziers Colonel Vickers Dunfee und dessen Ehefrau Caroline Elizabeth. Sein 1904 geborener Bruder Clive Dunfee war Börsenmakler und Rennfahrer. Er starb 1932 bei einem Unfall auf der Rennbahn von Brooklands. Geoffrey (1912–1944), der jüngste der vier Dunfee-Brüder, war Flieger der Royal Air Force im Zweiten Weltkrieg und wurde nach einem Absturz in der Nähe von Dover für tot erklärt. Über den ältesten Bruder Vickers ist nichts bekannt.
Jack Dunfees 1953 geschlossene Ehe mit dem britischen Model Audrey White wurde nach wenigen Jahren wieder geschieden.

## Karriere als Rennfahrer
Jack Dunfee zählte in den 1920er-Jahren wie sein Bruder Clive zu den Bentley Boys, einer Gruppe junger britischer Automobilisten, die durch ihre Erfolge bei Autorennen den Ruhm von Bentley in dieser Epoche des Motorsports prägten. Rennen bestritt er in erster Linie auf der Rennbahn von Brooklands, die vor dem Zweiten Weltkrieg der Mittelpunkt des britischen Motorsports war. 1929 gewann er gemeinsam mit Woolf Barnato auf einem Bentley Speed Six das 6-Stunden-Rennen von Brooklands. Im selben Jahr erreichte er den zweiten Gesamtrang beim 24-Stunden-Rennen von Le Mans. Dort war Glen Kidston sein Teamkollege.
Nack dem Zweiten Weltkrieg wurde er Landwirt und arbeitete als Künstleragent. Seine berühmteste Klientin war die britisch-niederländische Schauspielern Audrey Hepburn.

## Statistik

### Le-Mans-Ergebnisse
| Jahr | Team                   | Fahrzeug         | Teamkollege  | Platzierung            | Ausfallgrund |
| ---- | ---------------------- | ---------------- | ------------ | ---------------------- | ------------ |
| 1929 | Bentley Motors Limited | Bentley 4½ Litre | Glen Kidston | Rang 2 und Klassensieg |              |